# Iván Petrovich
Iván Petrovich, (in serbo Иван Петровић?), nato Svetislav Petrović (in serbo Светислав Петровић?) (Novi Sad, 1º gennaio 1894 – Monaco di Baviera, 18 ottobre 1962), è stato un attore serbo naturalizzato tedesco.

## Filmografia parziale
- La Femme nue, regia di Léonce Perret (1926)
- L'imperatrice perduta (Geheimnisse des Orients), regia di Alexandre Volkoff (1928)
- La mandragora (Alraune), regia di Henrik Galeen (1928)
- Il favorito di Schonbrunn (Der Günstling von Schönbrunn), regia di Erich Waschneck (1929)
- Canto d'amore (Mädchen in Weiß), regia di Victor Janson (1936)
- Il processo (Der Prozeß), regia di Georg Wilhelm Pabst (1948)
- Ascensore per il patibolo (Ascenseur pour l'échafaud), regia di Louis Malle (1958)
- Il viaggio (The Journey), regia di Anatole Litvak (1959)